# Thé en Thaïlande
La production de thé en Thaïlande débute au milieu du XXe siècle sous l'impulsion de la diaspora chinoise du pays puis prend de l'importance à la fin des années 1980 grâce à un volontarisme politique qui importe théiers, techniques et machines de Chine et de Taïwan. 85% de la production du pays est consommée localement, notamment sous forme de thé glacé ou de légume feuille.

## Production

### Histoire

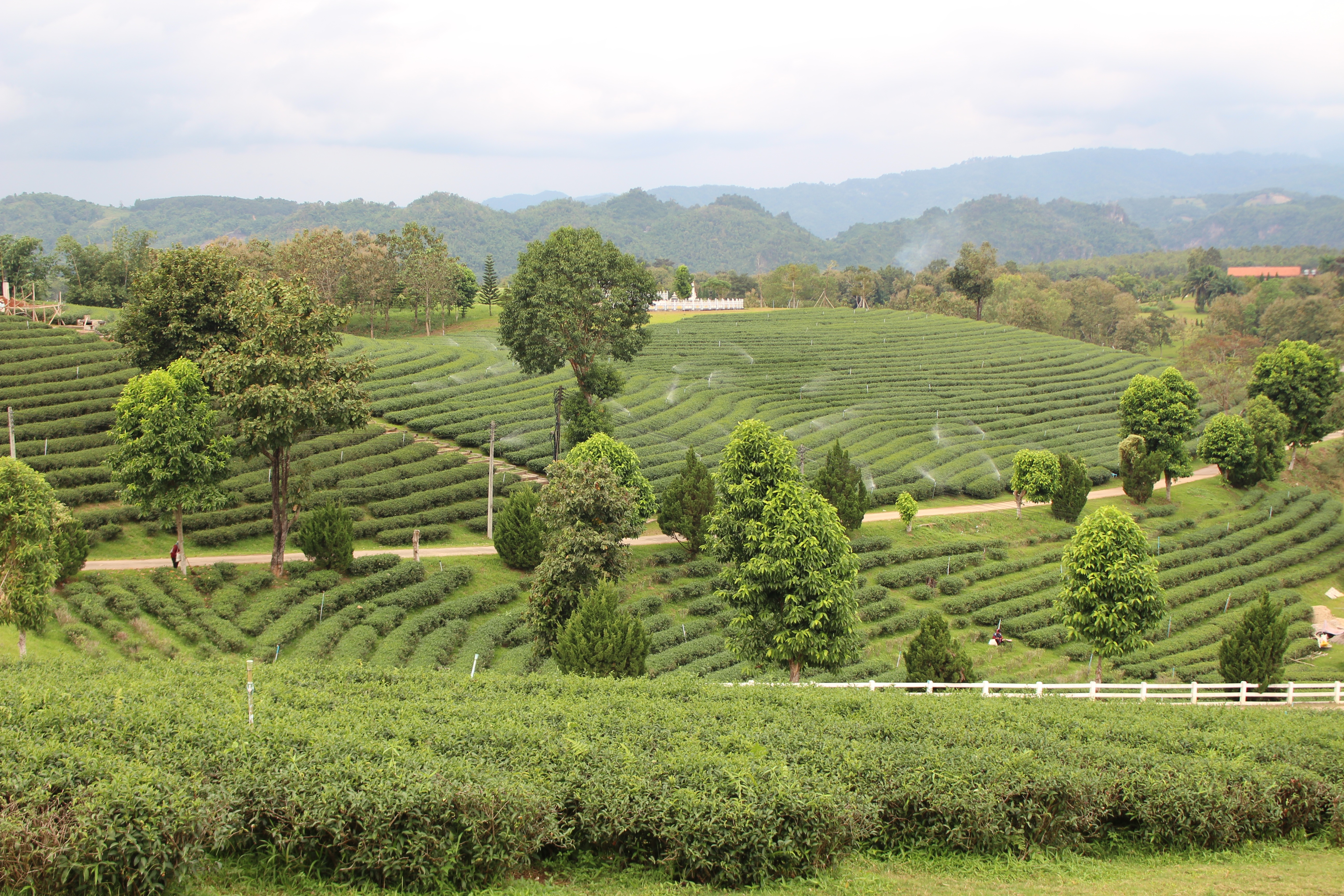
Plantation de thé à en 2018

Si des théiers sauvages poussent depuis des siècles en Thaïlande, la production de théier cultivé ne débute qu'au milieu du XXe siècle. En 1941, l'agriculteur Prasit Poomchusri crée la première plantation de thé du pays. Dans les années 1950, une diaspora chinoise formée de soutiens à Tchang Kaï-chek s'installe à Chiang Rai et y transmettent leurs compétences dans la fabrication du thé.
À la fin des années 1980, le roi Rama IX et le gouvernement mène une politique d'implation de la culture de thé dans le Nord du pays, afin de faire concurrence à l'économie de gangs qui y règne avec notamment des cultures d'opium. En 1994, des graines de théiers sont importées de Chine et d'Alishan ; ces graines comprennent des cultivars taïwanais d'oolong, le Jian Xuan et le Rhuan Zhi, pour être plantés à Chiang Rai. Ces jardins font en 2018 7200 hectares autour de Doi Tung (en), Doi Mae Salong (en), Doi Wawee et Ban Hin Taek (en). Du matériel agricole et des formations sont aussi importées de Taïwan.

### Types de thés
La Thaïlande produit à partir de ses théiers importés de Chine et de Taïwan des thés verts, du jade oolong peu oxydé, du oolong sombre inspiré de l'Oriental Beauty de Taïwan, ainsi que des thés parfumés au jasmin et à l'osmanthus.
Il existe aussi une production de thé à partir de la variété assamica du théier autour de Chiang Mai dont la moitié sert à la production du miang.

## Consommation

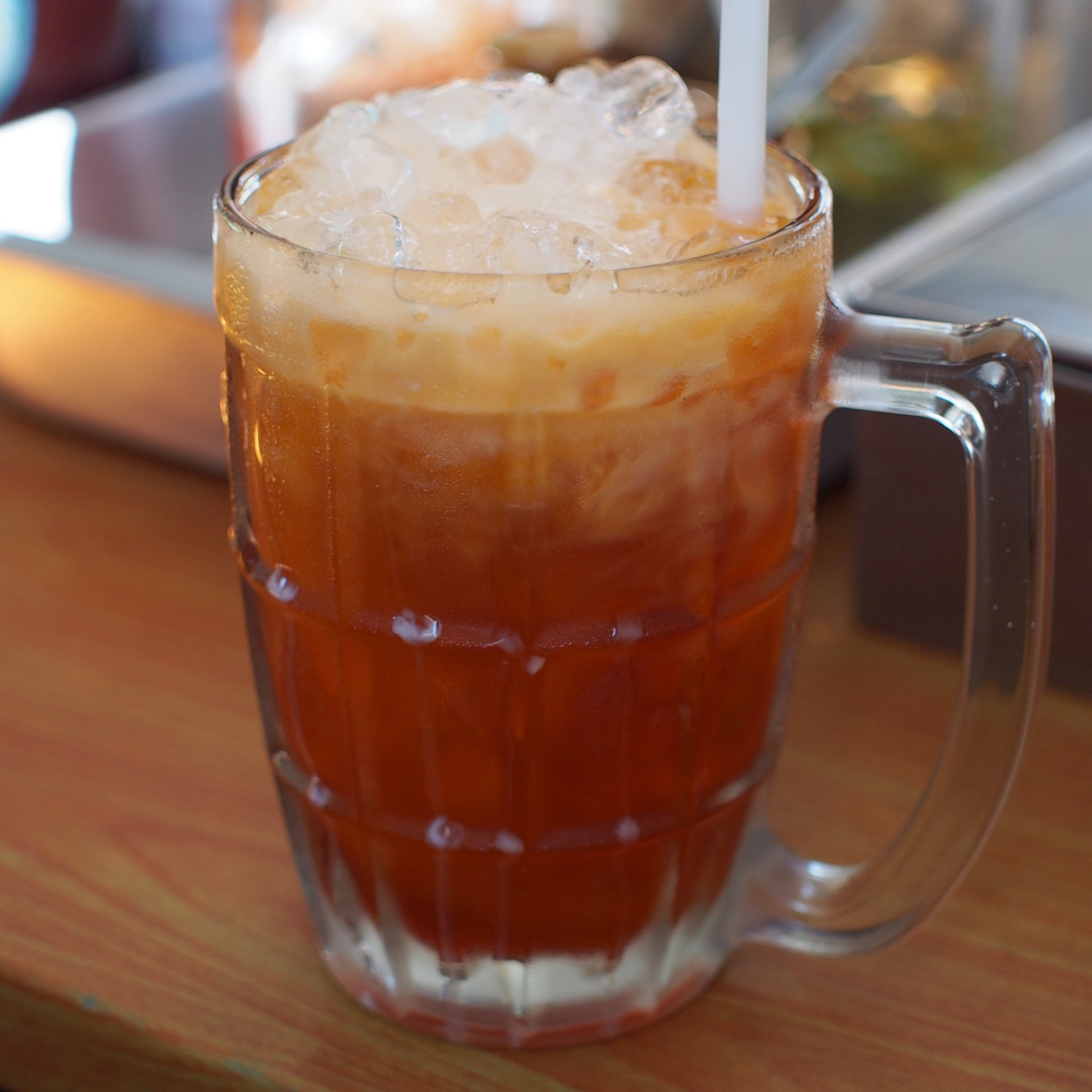
Thé glacé sérvi en Thaïlande.

La Thaïlande consomme 85% du thé qu'elle produit. Le thé thai (aussi connu comme « thé glacé thaï ») ou « cha-yen » (thaï : ชาเย็น) est une boisson faite à partir de thé rouge fortement brassé qui contient généralement de l'anis, du colorant rouge et jaune, et parfois quelques épices. Ce thé est sucré avec du sucre et du lait condensé et servi froid. Du lait concentré ou du lait entier est généralement versé sur le thé et les glaçons avant de servir.

### miang
Le miang est un thé fermenté consommé comme un légume feuille soit nature, soit assaisoné de sucre, sel et gingembre.